# 젤다의 전설 (비디오 게임)
《젤다의 전설》(일본어: ゼルダの伝説 제루다노덴세츠[*])은 닌텐도에서 발매된 게임 소프트웨어이다. 패키지나 타이틀 화면에서 'THE HYRULE FANTASY 젤다의 전설'로 표기된다. 일본에서는 1986년 2월 21일에 패미콤 디스크 시스템용으로, 일본 외의 디스크 시스템이 발매되지 않았던 지역에서는 ROM 카세트로 발매되었다.
젤다의 전설은 큰 인기를 얻었으며, 그 뒤에 젤다의 전설 시리즈로 이어지게 되었다. 1986년 2월 21일에 일본에서는 디스크 시스템용으로 발매되었다. 1년 5개월이 지나 미국에도 발매되었다. 패미컴 디스크 시스템은 일본 밖에서는 발매되지 않았기에 1987년 NES 카트리지 포맷으로 전 세계에 발매된다. 여기에는 데이터를 쉽게 보존하기 위한 내장 배터리가 들어 있다.

## 게임플레이
젤다의 전설은 액션 게임, 어드벤처 게임, 롤플레잉 게임, 퍼즐 게임의 요소를 모두 모아둔, '게임 장르의 분류'를 깨버린 게임 방식으로 진행해 나간다. 게임은 조감 방식으로, 작은 방패와 칼을 들고 있는 '링크'를 3인칭 시점에서 바라보며 조종하게 된다. 시점을 바꾸는 기능도 있다.
게임을 진행하다 보면 상인, 노름꾼, 할머니 그리고 다른 사람들이 비밀의 실마리를 알려 주거나 안내해주기도 한다. 이러한 사람들은 맵 도처에 있으며 보통 동굴 안, 숲속, 벽 뒤에 있다.
링크의 진행 과정을 제외하고 9개의 지하 던전의 입구를 찾아내기 위해서는 적과 싸워야 한다. 각 던전은 독특하며, 미로를 모아둔 것 같은 방들이 문과 비밀 통로로 이어져 있고 몬스터들이 지키고 있다. 링크는 반드시 성공적으로 지혜의 트라이포스의 여덟 조각을 모두 모으기 위해 각 던전을 다니며 하나씩 얻어야 한다. 던전에는 가끔 유용한 아이템들을 숨겨두고 있는데 아이템을 회수하거나 적을 기절시키기 위한 부메랑이라든지 마법적인 용도로 사용하기 위한 플룻 같은 것들이다.
첫 여섯 개의 던전은 입구가 보이지만, 나머지 세 개는 숨겨져 있다. 마지막 던전이 이전 여덟 개 던전을 모두 끝내지 않으면 들어갈 수 없다는 점을 제외하고 던전을 깨는 순서는 조금씩 달라질 수 있지만, 수많은 던전은 이전에 얻은 아이템을 사용해야 도달할 수 있다.
링크는 최종 목표에 얽매이지 않고 아무 곳에서나 아이템을 찾고 사며 세계를 자유롭게 돌아다닐 수도 있다. 이런 융통성은 게임을 보통 방식과 달리 플레이할 수 있게 해 준다. 예를 들어, 칼 없이 게임의 마지막 보스에 도달할 수 있다. (다만, 보스를 이길 수는 없다) 처음에 플레이어가 새로운 컨셉에 좌절하게 될지도 모르다는 것을 걱정한 닌텐도 미국 지사의 경영진은 다음에 무엇을 해야 할지에 대해 고민했다. 그 결과, 북미판의 게임 설명서에 많은 힌트, 팁, 그리고 플레이어에게 제안하는 부분을 포함시켜 두었다.
게임을 끝내면 플레이어는 더 어려운 퀘스트를 해 볼 수도 있다. 공식적으로 "두 번째 퀘스트"라고 불리는 이 퀘스트는 던전과 아이템의 위치가 다르고 적들도 더 강해진다. 플레이어의 이름으로 "ZELDA"를 입력하면 두 번째 퀘스트에 곧바로 도전할 수 있다.

## 스토리
하이랄 지방의 왕국에서 여행을 계속하고 있던 소년 링크는 마귀에 습격당하고 있던 노파를 구해냈다. 노파의 정체는 이 왕국의 공주의 유모, 임파였다. 그녀의 이야기에 의하면, 대마왕 가논의 군대가 이 소왕국에 쳐들어가 힘의 트라이 포스를 강탈했다. 이에 대해 공주인 젤다는 잡히기 직전에 지혜의 트라이 포스를 8개로 나누고 각지에 숨겼다고 한다. 그것을 들은 링크는 8개로 나뉜 지혜의 트라이 포스의 탐색과 대마왕 가논의 타도, 그리고 공주의 구출을 결의한다.

## 게임 시스템
8개의 조각으로 나뉜 지혜의 트라이 포스를 완성시키지 않으면, 힘의 트라이 포스를 가진 가논에게 맞설 수 없다. 링크는 8개의 미궁에 숨겨진 트라이 포스의 조각을 모아 마지막에는 보스가 기다리는 미궁에 도전한다.

### 링크의 조작
- 십자 키로 링크를 4방향으로 이동시킨다.
- A버튼으로 향하고 있는 방향으로 검을 쑥 내밀어, 적에게 데미지를 준다. 라이프가 풀일 때는 검으로부터 빔이 발사해져 원거리 공격이 가능해진다(소드 빔).
- B버튼으로 부메랑이나 폭탄 등 '장비하고 있는 아이템'을 사용한다.
- 링크는 항상 방패를 장비하고 있어, 적의 총알이나 화살을 막을 수 있다(방패나 공격의 종류에 따라서는 막을 수 없는 것도 있다). 다만, 막을 수 있는 것은 정면에서의 공격만으로, 공격 행동중(아이템을 사용하는 경우도 마찬가지)에는 방패를 집어넣어, 공격을 막을 수 없다.
- 스타트 버튼을 누르면 목록화면으로 바뀐다. B버튼 아이템의 장비 변경은 여기서 실시하는 것 외에 현재 입수하고 있는 아이템이나 트라이포스의 확인이 가능. 지하 감옥내에 있는 경우는 지도가 표시된다.
- 셀렉트 버튼을 누르면 일시정지가 걸린다(일반적인 게임의 시작 버튼을 눌렀을 때와 같이). 또, Wii 버추얼 콘솔판은 클래식 콘트롤러의 R스틱으로, 게임 큐브용 콘트롤러는 c스틱을 돌리면 마이크 조작과 같은 효과를 얻을 수 있게 되어 있다.
- 적에게 접촉하거나 적의 공격에 맞으거나 하고 라이프가 다 없어져 버리면 게임 오버.

### 맵
- 링크가 나가는 맵은 필드와 지하 감옥의 2개로 완성되어 있어 화면의 구석(나아갈 방향)으로 가면 자동으로 화면 변환 스크롤을 하면서 이동해 나간다.
- 필드 맵은 가로 16 화면, 세로 8 화면의 전128 화면으로 구성되어 있어 각 화면 마다 출현하는 몬스터가 설정되어 있다. 맵안에는 각각 18의 레벨이 설정된 8개의 미궁의 입구가 있어, 통상은 레벨이 낮은 것부터 공략해 나간다. 그 밖에도, 손에 넣은 루피로 아이템을 구입할 수 있는 가게(각각 가격과 팔고 있는 아이템은 다르다)나, (루피를 지불한) 정보 수집, 루피를 사용한 갬블, 비밀방등이 많이 준비되어 있다. 필드 맵으로 게임 오버로 되었을 경우, 또는 중단했을 경우, 어느 정도 진행을 해도, 게임을 개시할 때는 항상 같은 지점(동굴에 들어가면 검을 입수할 수 있는 화면)에서 시작된다.
- 지하 감옥 맵은 처음은 길이 밝혀지지 않고, 또 각 화면은 문으로 연결되고 있어 일부의 문은 적을 전멸 시키지 않으면 닫힌 채로 있고, 열쇠로 열리지 않으면 진행하지 않는 등, 진행되는데 있어서 장애가 된다. 각 레벨의 미궁에는 12개씩 아이템이 숨겨져 있어 이것을 입수해, 사용하는 것으로 필드 맵의 탐색 범위가 넓어져 간다. 보스를 넘어뜨리면 생명의 그릇이 출현하는 것과 동시에, 트라이 포스가 있는 방에 진행하고 이것을 손에 넣으면 미궁을 클리어 하게 된다. 지하 감옥 맵에서 게임 오버 되었을 경우는 미궁의 입구로부터 다시 시작된다.
- 아이템을 입수하거나 먼저 진행되기 위해서는 맵상에 존재 하는 수수께끼를 풀 필요가 있다. 수수께끼는 비법처럼 거의 노 힌트로 설치되어 있기도 한다. 꽤 어려운 수수께끼 풀기는 젤다의 전설의 기본이 되었다.

### 메시지의 표시 형식
본작과 '링크의 모험'에서는 게임중의 문장은 'ヒトリデハキケンジャ コレヲ サズケヨウ(혼자서 가는 것은 위험하다 이것을 가져가라)'라는 상태로, 가타카나로 표기를 하고 있다. 당시의 게임은 메시지가 모두 히라가나 또는 가타카나로 표기 하는 것은 드물지 않았다. 이것은 하드의 메모리 용량의 제한 때문이다. 다만, 당시라도 프로그래머, 시나리오 작가 등 제작자의 노력과 궁리에 의해서 히라가나와 카타카나를 혼재시키고 있는 소프트도 있었다.

## 아이템
아이템은 B키를 눌러서 쓸 수 있으며, 일부 아이템은 소지품 창에 보관할 수 없다. 아이템을 바꾸려면 소지품 창에서 선택을 해야 한다.
하트
링크의 체력 하트 게이지 하나를 회복시켜 준다.
생명의 그릇
링크의 하트 게이지가 하나 증가한다.
요정
하트와 같으나 회복량이 하트보다 많다.
매지컬 클락
화면에 있는 모든 몬스터의 움직임이 멈추며, 링크의 몸이 빛나고 화면을 벗어날 때까지 무적상태가 된다.
루피
하이랄 세계의 화폐. 이것으로 화살을 쏘거나 여러 물건들을 구입할 때 쓴다. 최대 255 루피까지 소지가 가능하다.
5 루피
위의 루피와 같으나 1루피와는 다르게 푸른색을 띄고 있다.
파란 포션
노파에게 편지를 보여주면 구입할 수 있는 물약. 링크의 체력 전체를 회복시킨다.
빨간 포션
위의 파란 포션과 같으나 이것을 구입하게 되면 파란 포션까지 같이 쓸 수 있게 된다.
편지
어떤 곳에서 받을 수 있는 아이템. 이것을 노파에게 보여주면 포션을 구입할 수 있다.
식량
레벨7의 던전에서 길을 막고 있는 고리어에게 이것을 주면 길을 비켜준다.
검
시작하자마자 얻는 아이템. 이것이 있어야 공격이 가능하다.
화이트 소드
검의 2배의 공격력을 지니고 있다. 하트가 5개 이상이어야 집을 수 있다.
매지컬 소드
젤다의 전설의 최강의 검. 화이트 소드의 2배의 공격력을 지니고 있다. 하트가 12개 이상이어야 집을 수 있다.
매지컬 쉴드
링크가 지니고 있는 방패의 업그레이드 형. 마법 공격은 물론 일반 방패가 막지 못하는 공격도 막을 수 있다. 단, 이 방패의 최대 약점은 몬스터인 라이크라이크이다.
부메랑
던전 1에서 입수할 수 있는 아이템. 이것을 던지면 몬스터를 잠시 마비시킬 수 있다. 또한 이것을 사용하면 멀리 있는 아이템도 가져올 수 있다.
매지컬 부메랑
부메랑의 강화버전. 던전 2에서 입수할 수 있다. 기존의 부메랑보다 날아가는 거리가 길어졌다.
폭탄
던전에서 벽을 뚫거나 하이랄 평원에서 숨겨진 아이템이나 트랩을 찾을 때도 사용하는, 쓸모가 많은 아이템. 던전을 지나다보면 어떤 노인에게 100루피를 주면 폭탄의 최대치를 늘려준다.
활
던전 1에서 입수하는 아이템으로, 화살도 같이 있어야 사용이 가능하다.
화살
상인에게서 80루피를 주고 구입할 수 있는 아이템. 활과 같이 있어야 사용이 가능하며 한 번 쏠 때마다 1루피씩 줄어들며 0루피가 되면 화살은 사라진다.
은화살
던전 9 데스마운틴에서 입수할 수 있는 아이템. 기존 화살의 공격력보다 2배 더 크다. 최종보스 가논과의 전투에서는 꼭 필요한 아이템이다.
파란 양초
60루피를 주고 구입할 수 있다. 이것으로 폭탄으로 뚫지 못하는 나무와 같은 곳을 뚫을 수 있게 해 주며, 어두운 방에서도 화면이 보이게 하는 데에도 쓰인다. 단, 화면을 이동할 때마다 한 번씩만 쓸 수 있다.
빨간 양초
파란 양초와 사용법은 동일하나, 파란 양초와는 다르게 무한히 쓸 수 있다.
블루 링
링크의 방어력이 2배로 증가하며, 링크의 옷 색깔이 파란색으로 변한다.
레드 링
던전 9 데스마운틴에서 입수가 가능하다. 링크의 방어력이 4배로 증가하며, 링크의 옷 색깔이 빨간색으로 변한다.
파워 브레이슬릿
데스마운틴 산기슭의 아모스 밑에 있는 아이템. 밀지 못하는 바위도 밀 수 있게 해 준다.
리코더
던전 5에서 입수가 가능한 아이템으로, 한번 불면 바람이 나타나며 바람을 타게 되면 한번 가본 적이 있는 던전 입구로 워프된다.
카누
던전 3에서 입수가 가능하며 부둣가에서 쓸 수 있는 아이템으로, 부둣가로 가면 자동으로 카누를 타며 다음 장소로 이동하게 된다.
사다리
던전 4에서 입수가 가능하며 물가와 같은 곳을 한 칸 이동할 수 있게 된다.
매지컬 롯드
던전 6에서 입수가 가능하며 몬스터 위즈로브와 비슷한 빔을 날린다. 이것의 공격력은 화이트 소드와 같다.
바이블
매지컬 롯드의 빔을 화염 속성으로 바꿔준다. 양초 대용으로 사용하기도 한다.
열쇠
던전의 잠긴 문을 열 수 있는 아이템. 상인이 파는 것도 모두 포함된다.
매지컬 키
위의 열쇠와 같으나 무한히 사용할 수 있다.
지도
던전의 구조를 보여 준다. (몬스터 제외)
나침반
각 던전의 트라이 포스의 위치를 표시해 준다. 던전 9 데스마운틴에서는 젤다 공주의 위치를 표시해 준다.
트라이 포스 조각
젤다 공주가 납치 직전에 남긴 각각의 지혜의 트라이 포스 조각. 총 8개로 나뉘어 있으며 한 번씩 차지할 때마다 던전이 클리어된다. 모두 모을 경우 레벨 9 데스마운틴 던전 안으로 들어갈 수 있다.

## 몬스터
본작에서는 지상의 적과 지하(지하 감옥)의 적으로 나뉘어 있어 지상의 적이 지하 감옥에 등장하지 않고, 적에 따라서는 빨강과 파랑의 2가지 종류가 존재하며, 대체로 파랑이 공격력, 내구력이 높다.

### 지상의 적
옥타록(적·청)
지상에 서식하는 문어 형태의 몬스터. 입으로 바위를 발사해 원거리 공격을 한다. 바위는 방패로 막을 수 있고 파랑은 빨강보다 내구력이 조금 높으며, 이따금 폭탄을 가지고 있기도 한다. 이동 속도는 느린 것과 빠른 것이 있다.
보코블린(적·청)
불독처럼 생겼지만 코블린이 모티브인 몬스터. 창을 던져 원거리 공격을 한다. 창은 방패로 막을 수 있다. 설명서에는 창이라고 나와 있지만, 그래픽에서는 화살로 보인다. 파랑은 빨강보다 내구력이 조금 높고, 이따금 폭탄을 가지고 있기도 하다. 싸움을 싫어해 숨어 있는 겁쟁이인 것도 있다. 숲 안에서 많이 등장한다. 시리즈가 지날수록 다양한 무기를 사용하게 된다. 현재 모리블린이란 이름은 사라지고 보코블린이라 부른다.
텍타이트(적·청)
거미 같이 날아다닌다. 파랑은 5루피를 잘 떨어뜨린다. 빨강은 연속해 뛰는 것이 많아, 파랑보다 약간 넘어뜨리기 어렵다. 빨강과 파랑의 내구력 차이가 없는 유일한 몬스터.
피하트
꽃 형태의 몬스터. 평상시는 하늘을 날고 있어 멈추어 있을 때밖에 넘어뜨릴 수 없다.
조라
물가에 사는 반어인. 때때로 물 속에서 얼굴을 내밀고 빔을 발사한다. 빔은 링크가 처음부터 갖고 있는 작은 방패로는 막을 수 없다. 매지컬 클락을 얻으면 물에서 나오지 않게 된다.
리바(적·청)
땅속에서 갑자기 나타난다. 빨강은 링크가 서있는 위치의 상하좌우에서 출현하고 일직선으로 오는 것이 많지만, 파랑은 축을 왔다갔다한다. 빨강은 5루피를 잘 떨어뜨린다.
아모스
석상 병사. 링크가 근처에 가면 움직이기 시작한다. 이동 속도는 느린 것과 빠른 것이 있다. 움직이기 시작하지 않은 상태로 바로 정면으로 접하게 되면 데미지를 받으므로, 움직일 필요가 있다면 옆이나 뒤에서 접근하면 좋다. 계단이나 아이템을 숨기고 있기도 하다.
라이넬(적·청)
켄타우로스 같이 생긴 적. 검으로 공격하며 처음부터 소지하고 있는 작은 방패로는 막을 수 없는 빔을 발사해 온다. 매우 공격력이 높고 강력한 부류.
기니
유령. 묘석에 접근하면 나오는 것도 있다. 접근하면 나오는 것은 공격을 받아들이지 않는다. 아모스와 같이 바로 정면으로 묘석에 접하면 데미지를 받는다. 묘석 아래에 매지컬 소드를 얻을 수 있는 곳으로 가는 계단이 존재한다.
바위
데스마운틴의 특정 장소에서 일어나는 낙석. 파괴할 수 없기 때문에 피할 수밖에 없다. 화면을 스크롤하지 않는 한 계속해서 나타나지만, 조라 외에 동시에 출현할 것은 없다.

### 지하 감옥의 적
조르
젤리 형태의 몬스터. 소드(우드 소드)나 로우소크로, 혹은 폭풍의 주변부에서 데미지를 주면 2마리의 게르로 분열한다. 게르로 분열시키지 않고 넘어뜨렸을 경우 5루피를 가지고 있는 것이 많다.
게르
조르의 분열한 모습. 움직임은 조르보다 빠르다. 통상 공격 외, 부메랑으로도 쓰러뜨릴 수 있다. 아이템은 떨어뜨리지 않는다.
로프
독뱀. 링크와 세로축 또는 횡축이 맞으면 돌진해 온다. 이후의 젤다에서는 사라졌으며, 내구력이 올랐다. 5루피를 가지고 있는 것이 많다.
고리어(적·청)
부메랑에 의한 원거리 공격을 실시해 온다(링크의 부메랑과 달리 데미지가 있다). 부메랑은 방패로 반사할 수 있다. 빨강은 폭탄을 가지고 있는 것이 많다. 빨강에 비해 파랑이 부메랑의 사정거리가 길다. 매지컬 부메랑을 얻으면 고리어의 부메랑도 같은 색이 되지만, 사정거리는 변하지 않다.
키스
박쥐. 벽을 관통해 공격해 온다. 통상 공격 외에도 부메랑으로 쓰러뜨릴 수 있다. 게르 같이 아이템은 떨어뜨리지 않는다. 보통 키스는 푸르지만, 바이어가 분열한 키스는 붉다. 또 이후의 젤다에서는 검은 키스도 등장한다.
바이어
키스들을 통솔하는 악마. 폴짝폴짝 뛰면서 이동한다. 매지컬 소드나 은화살, 폭탄(폭풍의 중심부)이 아니면 일격에 넘어뜨리지 못하고, 2마리의 키스로 분열해 버린다. 키스로 분열시키지 않고 넘어뜨렸을 경우, 폭탄을 가지고 있는 것이 많다.
스탈포스
해골 검사. 통상은 상하 좌우로 이동하는 것만으로 공격해 오지 않지만, 이후의 젤다에서는 움직임이 멈추었을 때에 라이넬과 같은 소드빔으로 공격해 온다. 게다가 라이넬과 달리, 스탈포스는 소드빔을 발할 때, 상하 좌우 어느 방향을 향해서 발할까는 모르기 때문에 피하는 것이 어렵다.열쇠나 나침반을 가지고 있는 일이 있어, 그 경우 소지하고 있는 아이템이 비쳐 보인다.
월 마스터
미궁의 벽에서 나타나는 손목만 있는 마귀. 링크가 벽에 접하고 있으면 나타나 벽을 따라 움직인 후, 벽 안으로 돌아간다. 잡히면 미궁의 스타트 지점으로 되돌려진다. 잡히면 하트 1개분(초기 상태)의 데미지를 받지만, 이것으로 라이프가 제로가 되었을 경우 스타트 지점으로 돌아오는 동시에 게임 오버 된다. 후의 작품에서도 모습이 거의 같은 몬스터가 등장하고 있지만, 이름이 월(벽)은 아니고 폴(떨어진다)이며, 벽은 아니고 천정으로부터 내려와 링크를 잡게 된다.
기브도
미라. 이후의 시리즈 작품과는 달리, 링크의 움직임을 멈추는 능력은 없다. 공격력, 내구력도 높다. 열쇠나 폭탄을 가지고 있기도 하며, 그 경우 소지하고 있는 아이템이 비쳐져 보인다.
펄스보이스
거대한 귀를 가지고 있는 마귀. 검 등의 공격도 효과가 있지만, 2P 컨트롤러의 마이크를 향해 외치면 간단하게 넘어뜨릴 수 있다. 버추얼 콘솔로 배포되고 있는 것은 클래식 콘트롤러의 R스틱, 게임 큐브용 콘트롤러의 c스틱을 돌리는 것으로 마이크를 향해 외친 것과 같은 상태가 된다. 다만, NES(Nintendo Entertainment System)나, AV사양 패밀리 컴퓨터에는 마이크 기능은 없기 때문에, 이 방법으로는 넘어뜨릴 수 없다. 패밀리 컴퓨터 미니는 마이크 기능을 지원하고 있다. 설명서에 '펄스보이스는 큰 소리에 약하다'라고 써 있기 위해, 피리를 불면 넘어뜨릴 수 있다고 착각한 플레이어도 있다.
몰드암
원형 지렁이. 공격을 받을 때 짧아져간다. 2마리로 등장하는 경우가 많다.
위즈로브(적·청)
마법사. 손에 가진 지팡이에서 마법을 발사된다. 자코 중에서는 최강의 부류에 속한다. 빨강은 랜덤으로 출현하고 마법을 발사한 후에 사라진 후, 또 다른 장소에 출현하는 것이 반복되지만, 파랑은 계속 끊임 없이 움직여 블록, 수로로도 빠져나가 링크의 정면에 있을 때에는 연속으로 마법을 발사해 온다. 매지컬 쉴드로 마법을 막을 수 있지만, 위즈로브의 방에서는 라이크 라이크와 버블도 함께 나타나는 것이 많다.
라이크 라이크
통 모양의 모습을 한 마귀. 잡히면 매지컬 쉴드를 빼앗긴다. 이후의 작품과 달리, 잡히면 일정시간 내에 넘어뜨리지 않는 이상 방패를 되찾을 수 없다.
터틀넉(적·청)
갑옷을 입은 기사. 전방에서의 검 등에 의한 공격은 모두 쉴드로 막는다. 쉴드로 막을 때, '팅'하는 효과음이 난다(링크가 가지고 있는 방패로 옥타록의 바위 등을 막는 소리와 같다). 또 링크와 세로축(횡축)이 맞으면, 링크 쪽으로 진행 방향을 바꾸어 온다.
라네모라(적·청)
레벨9의 중보스. 직선 지네. 몰드암보다 재빠르며, 파랑은 특히 민첩하다.
파타라
레벨9의 중보스. 집단으로 공격해 온다. 작은 파타라를 일정시간 발사하는 타입과 기울기 회전의 2타입의 공격을 걸어 온다. 작은 파타라를 전멸시키지 않으면 진짜 파타라를 넘어뜨릴 수 없지만, 진짜 파타라는 집단으로는 아무것도 하지 않는다.
버블
도깨비불. 접해도 데미지는 받지 않지만, 당분간 검이 빠지지 않게 된다. 넘어뜨릴 수 없다. 이후의 젤다에서는 빨강과 파랑의 버블이 있어서, 붉은 것에 접하면 시간이 지나도 절대로 검이 빠지지 않게 된다. 푸른 버블에 접하거나, 혹은 생명의 물을 사용하면, 지상에 있는 샘에 사는 요정에 치료받거나 트라이 포스의 파편을 입수하는 등의 방법으로 회복을 할 수 있다.
트랩
2개가 세트가 된 블록 형태의 물체. 사방으로 가시가 나 있어 링크가 2개를 연결하는 세로 또는 가로의 라인에 들어가면 빠르게 쫓아 온다. 파괴는 불가능.
석상
빔을 발사한다. 링크가 가까워지면 발사하지 않는다. 파괴가 불가능하다. 2종류의 디자인이 있지만 성질은 같다. 다만 일부의 방(지하 감옥의 입구나 트라이 포스가 있는 방 등)의 석상은 빔을 발사해 오지 않는다.

### 보스 몬스터
지하 감옥의 최심부의 보스룸에서 트라이 포스의 조각을 지키는 몬스터들이다. 모두 공격력, 내구력이 보통 적보다 훨씬 높다. 장소에 따라서는 중보스로서 등장하는 것도 있다. 보스룸 및 인접한 방에서는 목소리가 들린다(보스에 따라 달라지며 합계 3종류).
아크오멘타스
레벨1 및 7(이후의 젤다에서는 레벨1)의 보스. 뿔이 하나 있는 드래곤이다. 3방향으로 빔을 발사한다. 보스 몬스터중에서는 비교적 약한 부류. 머리가 약점이다. 이후의 젤다에서는 중보스로서 등장하기도 한다.
도돈고
레벨2(이후의 젤다에서는 레벨3,8)의 보스. 표피 공격은 일절 통하지 않는다. 폭탄을 2개 먹이거나, 폭풍(중심부)에 의해 움직임이 멈춘 것들을 검으로 넘어뜨리는 2가지의 넘어뜨리는 방법이 있다. 2번째 방법으로 넘어뜨리면 폭탄을 떨어뜨린다. 많은 지하 감옥에 중보스로서 등장한다. 1마리나 3마리로 등장한다.
테스치타트
레벨3의 보스. 4방향으로 큰 줄기를 가지는 팍쿤플라워. 줄기가 1개 없어질 때마다 움직임이 빨라진다. 발사하는 빔은 매지컬 쉴드로도 막을 수 없다. 검이나 화살로도 넘어뜨릴 수 있지만 폭탄으로는 잘 하면 1회로 넘어뜨리는 일도 가능. 중보스로서 등장하기도 한다.
그리오크
레벨4,8(이후의 젤다에서는 레벨2,5,7)의 보스. 24개의 목을 가진 드래곤. 매지컬 쉴드로도 막을 수 없는 빔을 발사하며, 또 일정한 데미지를 주면 목이 잘려나가 공격해 온다. 검과 매지컬 로드로도 본체 이외의 공격은 일절 통용되지 않는다. 중보스로서 등장하기도 한다.
데그도가
레벨5(이후의 젤다에서는 레벨4)의 보스. 평상시는 공격을 일절 받지 않지만, 피리를 사용하면 사그러들어, 공격을 할 수 있게 된다. 중보스로서 등장하기도 해, 그 경우는 3체로 분열한다. 석상과 함께 출현하는 것이 많다.
고마(적·청)
레벨6(이후의 젤다에서도 레벨6)의 보스. 딱딱한 등껍데기는 공격을 반사해, 매지컬 쉴드로도 막을 수 없는 빔을 발사해 온다. 눈을 떴을 때에 화살을 맞히면 데미지를 줄 수 있다. 빨강은 일격으로 죽지만, 파랑은 3번 맞힐 필요가 있다. 중보스로서 등장하기도 한다.
가논
레벨9(이후의 젤다에서도 레벨9) 데스마운틴의 보스. 돼지가 모티브이며 창을 사용한다. 순간이동도 한다. 거의 모든 젤다의 전설 시리즈의 보스이며, 이번 작품에서는 등장하지 않았지만 사람의 모습을 한 가논돌프도 존재한다. 가논을 죽이면 젤다 공주를 구하는 엔딩을 볼 수 있으며 2번째 게임을 할 수 있다.

## 평가
| 평론 점수            | 평론 점수 | 평론 점수 |
| 평론사               | 점수      | 점수      |
| 평론사               | NES       | Wii       |
| -------------------- | --------- | --------- |
| ACE                  | 905/1000  |           |
| CVG                  | 9/10      |           |
| 드래곤               | [ 7 ]     |           |
| 유로게이머           |           | [ 8 ]     |
| 패미츠               | [ 9 ]     |           |
| 게임스팟             |           | 7.2/10    |
| IGN                  |           | 9/10      |
| Jeuxvideo.com        | 19/20     | 19/20     |
| 닌텐도 라이프        |           | [ 14 ]    |
| 토탈!                | 78%       |           |
| 비디오 게임 (DE)     | 84%       |           |
| Computer Entertainer | [ 17 ]    |           |

| 수상                                | 수상                            |
| 평론사                              | 수상                            |
| ----------------------------------- | ------------------------------- |
| Famitsu Best Hit Game Awards (1986) | Best BGM Game of the Year (3rd) |
| Computer Gaming World (1988)        | Best Adventure                  |